# Роллан, Ромен

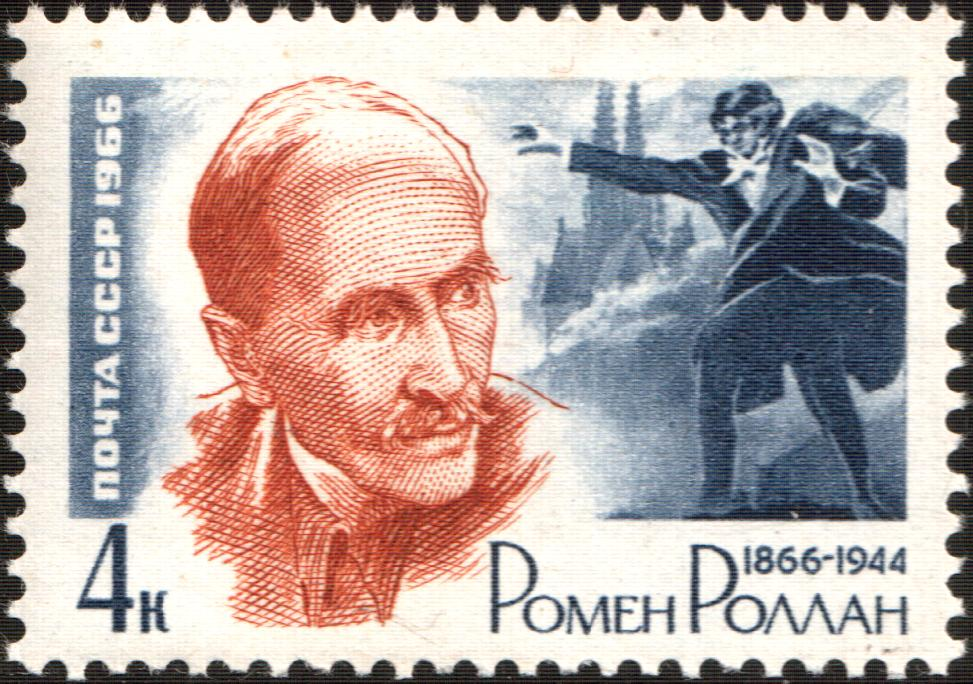
100 лет со дня рождения Ромена Роллана (1866—1944). Марка СССР, 1966

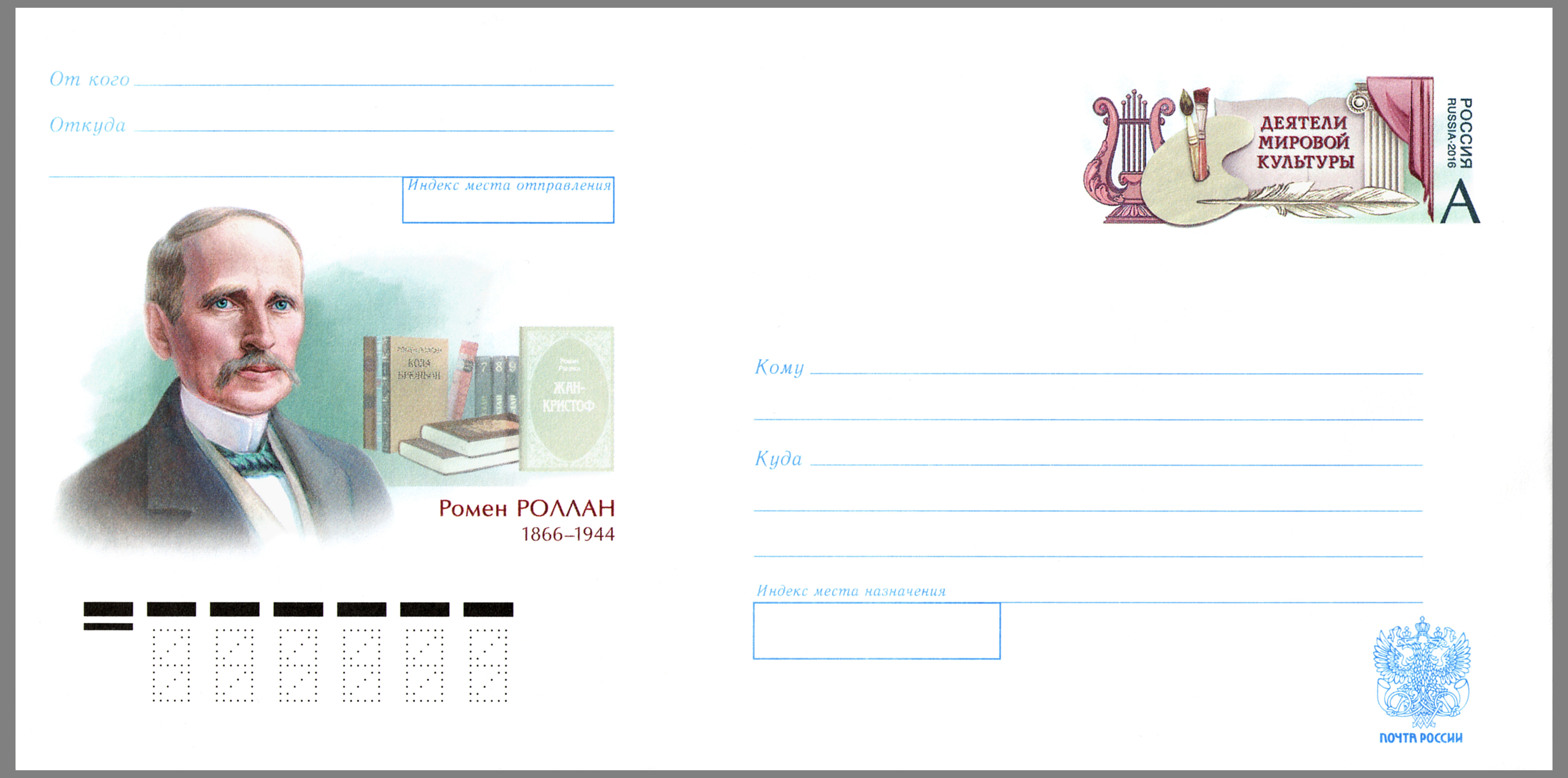
Почтовый конверт России, 2016 год

Роме́н Ролла́н (фр. Romain Rolland [ʁɔlɑ̃]; 29 января 1866, Кламси — 30 декабря 1944, Везле) — французский писатель и общественный деятель, драматург, учёный-музыковед.
Иностранный почётный член АН СССР (29 марта 1932).
Лауреат Нобелевской премии по литературе (1915): «За высокий идеализм литературных произведений, за сочувствие и любовь к истине».

## Биография
Родился в Кламси (департамент Ньевр, Бургундия) в семье нотариуса. В 1881 году Ролланы переехали в Париж, где будущий писатель, окончив лицей Людовика Великого, поступил в 1886 году в высшую школу Эколь Нормаль. После её окончания Роллан два года прожил в Италии, изучая изобразительные искусства, а также жизнь и творчество выдающихся итальянских композиторов. Играя на фортепиано с раннего детства и не переставая серьёзно заниматься музыкой в студенческие годы, Роллан решил избрать своей специальностью историю музыки.
Вернувшись во Францию, Роллан защитил в Сорбонне диссертацию «Происхождение современного оперного театра. История оперы в Европе до Люлли и Скарлатти» (1895) и, получив звание профессора истории музыки, читал лекции сначала в Эколь Нормаль, а затем в Сорбонне. Совместно с Пьером Обри основал журнал «La Revue d’histoire et de critique musicales» в 1901 году. К его наиболее выдающимся музыковедческим трудам этого периода принадлежат монографии «Музыканты прошлого» (1908), «Музыканты наших дней» (1908), «Гендель» (1910).
Первым появившимся в печати художественным произведением Роллана была трагедия «Святой Людовик» (1897) — начальное звено драматического цикла «Трагедии веры», к которому также принадлежат «Аэрт» и «Настанет время».
Во время Первой мировой войны Роллан — активный участник европейских пацифистских организаций, публикующий множество антивоенных статей, которые вышли в сборниках «Над схваткой» и «Предтечи».
В 1915 году он награждён Нобелевской премией по литературе.
Роллан активно переписывался со Львом Толстым, приветствовал Февральскую революцию и одобрительно относился к Октябрьской революции в России 1917 года.
С 1921 года переезжает в Вильнёв, Швейцария, где активно работает и переписывается со многими писателями, путешествует в Лондон, Зальцбург, Вену, Прагу и Германию.
Уже с 1920-х годов общался с Максимом Горьким, приезжал по приглашению в Москву, где имел беседы со Сталиным (1935).
Среди других его корреспондентов были Эйнштейн, Швейцер, Фрейд.
По возвращении во Францию в 1938 году начал получать известия о жестоких репрессиях в Советском Союзе, но на его письма, которые он писал знакомым руководителям страны, ответов не получал.
В годы Второй мировой войны жил в оккупированном Везле, продолжая литературную деятельность, где и умер от туберкулёза.

## Творчество
Начало литературной деятельности Роллана относится к периоду после защиты диссертаций, а именно после 1895 года.
Его первая пьеса «Орсино», замысел которой появился ещё во время пребывания в Италии, относит читателя к эпохе Возрождения, где главный герой, Орсино выражает собой все замечательные черты этой эпохи.
Кроме этой пьесы этого периода творчества писателя, существует ещё несколько пьес, посвящённых античной и итальянской тематике, среди которых «Эмпедокл» (1890), «Бальони» (1891), «Ниобея» (1892), «Калигула» (1893) и «Осада Мантуи» (1894). Но все эти пьесы не принесли успеха автору и не были опубликованы или поставлены на сцене.
Трагедия «Людовик Святой» (1897), одна из пьес цикла «Трагедии веры», в которую также вошли драмы «Аэрт» (1898) и «Настанет время» (1903), стала первой пьесой, которую Роллану удалось опубликовать. Это философская пьеса, в которой происходит конфликт между верой и неверием, где веру представляет Людовик Святой, возглавивший крестовый поход, а неверие сеньоры Салисбери и Манфред, презирающие других людей. В этом цикле пьес Роллан соединяет социально-философские идеи драм Ибсена и романтические черты Шиллера и Гюго. При этом автор пытается доказать необходимость обновления жизни общества и самого искусства.
К обновлению искусства призывает и сборник статей автора, вышедших в книге «Народный театр» (1903). Автор пытается убедить, что искусство, в частности театральное, не должно быть только ради искусства, а должно быть понятным для народа и побуждать его к действию.
Ещё одной попыткой реформы театра стал цикл пьес «Театр революции», в который вошли 4 пьесы: «Волки» (1898), «Торжество разума» (1899), «Дантон» (1900) и «Четырнадцатое июля» (1902). Этот цикл посвящён событиям Великой французской революции, но при этом автор пытается решить проблемы современности и роли простого народа в истории. Революция одновременно и привлекает автора, и пугает. При этом в этих драмах автор пытается разрешить философские и нравственные проблемы. Например, в пьесе «Волки» происходит конфликт между важностью жизни одного невинного человека и интересом революции и общества в целом. В пьесе «Четырнадцатое июля» происходит попытка включить зрителя в действие, а главным героем этой драмы становится целый народ. После публикации и постановки этих пьес на рубеже XIX и XX веков Ромен Роллан получает признание.
Позже автор обращается к жанру биографии, подражая при этом Плутарху. Но при этом, он выступает и как новатор этого жанра, включая в свои произведения черты психологического очерка, литературного портрета и музыкального исследования.
Наиболее известное произведение — роман «Жан-Кристоф» (1904—1912), состоящий из 10 книг. Этот роман принёс автору мировую славу и переведён на десятки языков. Цикл рассказывает о кризисе немецкого музыкального гения Жан-Кристофа Крафта, прототипом которому стали Бетховен и сам Роллан. Завязавшаяся дружба молодого героя с французом символизирует «гармонию противоположностей», а более глобально — мир между государствами. Попытка автора передать развитие чувств главного героя привела к появлению абсолютно новой формы романа, который определяется как «роман-река». Каждая из трёх частей этого романа носит завершённый характер, а также свою тональность и свой ритм, как в музыке, а лирические отступления придают роману большую эмоциональность. Жан-Кристоф — это современный герой-бунтарь, новый гений музыки своего времени. Вместе с эмиграцией Кристофа писатель воссоздаёт жизнь европейского народа и снова пытается заговорить о необходимости реформы в искусстве, которое стало объектом коммерции. В конце романа Кристоф перестаёт быть бунтарём, но при этом остаётся верен своему искусству.
Ещё одной попыткой соединить мечту и действие стала повесть «Кола Брюньон» (1918). В этой повести он снова обращается к эпохе Возрождения, а местом действия станет Бургундия, малая родина писателя. Кола — главный герой повести, весёлый и талантливый резчик по дереву. Труд и творчество, как синтез и как сама жизнь становятся главными темами творчества писателя. В отличие от интеллектуального романа «Жан-Кристоф» эта повесть отличается своей простотой.
Среди других его произведений нужно выделить цикл книг о великих деятелях: «Жизнь Бетховена» (1903), «Жизнь Микеланджело» (1907), «Жизнь Толстого» (1911). Оставаясь верным идее соединить мечту и действие, в «Жизни Микеланджело» автор описывает конфликт личности гения и слабого человека в одном лице. Таким образом, он не может завершить свои работы и просто отказывается от искусства.
После Первой мировой войны происходит эволюция творчества писателя, который рассматривает войну не как следствие противоречий, а как способ зарабатывания денег отдельными людьми.
Таким образом, в 1915 году выходит сборник антивоенных статей «Над схваткой», а в 1919 книга «Предтечи». В 1915 году автору присуждается Нобелевская премия: «За возвышенный идеализм его литературных произведений, а также за подлинную симпатию и любовь, с которой писатель создаёт различные человеческие типы».
Антивоенные взгляды писатель продолжает исповедовать в памфлете «Лилюли» (1919), трагедии «Пьер и Люс» (1920) и романе «Клерамбо» (1920), где мирная жизнь и человеческие чувства противопоставляются разрушительной силе войны.
Не в силе примирить революционные мысли для преобразования общества с отвращением к войне он обращается к философии Махатмы Ганди, результатом чего стали книги «Махатма Ганди» (1923), «Жизнь Рамакришны» (1929), «Жизнь Вивекананды» (1930).
Несмотря на послереволюционный террор в Советском Союзе, Роллан продолжил свою связь и поддержку этого государства. Таким образом появились его статьи «На смерть Ленина» (1924), «Письмо в „Либертэр“ о репрессиях в России» (1927), «Ответ К. Бальмонту и И. Бунину» (1928). Роллан продолжил считать, что даже несмотря на репрессии, революция в России была величайшим достижением человечества.
После Первой мировой войны наиболее значительной работой автора стал роман «Очарованная душа» (1922—1933), в котором Роллан переходит к социальным темам. Героиня этого романа — женщина, борющаяся за свои права, побеждая все невзгоды жизни. Потеряв своего сына, которого убил итальянский фашист, она присоединяется к активной борьбе. Таким образом, этот роман стал первым антифашистским романом автора.
В 1936 году Роллан публикует сборник эссе и статей под название «Спутники», в котором он писал о мыслителях и представителях искусства, которые повлияли на его творчество, среди них Шекспир, Гёте, Л. Н. Толстой, Гюго и Ленин.
В 1939 году выходит пьеса Роллана «Робеспьер», с которой он завершил тематику революции. Таким образом, она стала итогом творчества автора в этом направлении. Автор рассуждает о терроре в послереволюционном обществе, приходя к мысли о его нецелесообразности.
Оказавшись в оккупации, после начала Второй мировой войны, Роллан продолжает работать над автобиографическими произведениями «Внутреннее путешествие» (1942), «Кругосветное плаванье» (1946) и грандиозным исследованием творчества Бетховена под названием «Бетховен. Великие творческие эпохи» (1928—1949).
В 1944 году он написал последнюю свою книгу под названием «Пеги», в которой описывал своего друга поэта и полемиста, а также редактора «Двухнедельных тетрадей» и его эпоху.
Позже, в последние годы жизни, он вернулся к теме Бетховена, завершив многотомный труд «Бетховен. Великие творческие эпохи».
В посмертно изданных мемуарах (Mémoires, 1956) ясно видна сплочённость взглядов автора в любви к человечеству.

## Семья
- Первая жена — Клотильда Бреаль (Clotilde Bréal, с 1892 по 1901 год)
- Вторая жена (с 1934) — Мария Павловна Кювилье, в первом браке была замужем за князем Сергеем Александровичем Кудашевым[8].

## В астрономии
В честь Ромена Роллана назван астероид (1269) Ролландия, открытый 20 сентября 1930 года советским астрономом Григорием Неуйминым в Симеизской обсерватории

## Произведения
- Цикл пьес «Трагедии веры»:
  - «Святой Людовик», 1897
  - «Аэрт», 1898
  - «Настанет время», 1903
- Цикл пьес «Театр революции»:
  - «Волки», 1898
  - «Торжество разума», 1899
  - «Дантон», 1899
  - «Четырнадцатое июля», 1902
  - «Игра любви и смерти», 1924
  - «Вербное воскресенье», 1926
  - «Леониды», 1928
  - «Робеспьер», 1939
- Книга «Народный театр», 1903
- «Героические жизни»:
  - «Жизнь Бетховена», 1903
  - «Жизнь Микеланджело», 1907
  - «Жизнь Толстого», 1911
- «Музыканты прошлого», 1908
- «Музыканты наших дней», 1908
- «Гендель», 1910
- Роман-эпопея «Жан-Кристоф», 1904—1912
- Сборник антивоенных статей «Над схваткой», 1914—1915
- Сборник антивоенных статей «Предтечи», 1916—1919
- Сборник антивоенных статей
- «Декларация независимости духа», 1919
- «Кола Брюньон», 1914—1918
- «Лилюли», 1919
- «Пьер и Люс», 1920
- «Клерамбо», 1920
- Роман-эпопея «Очарованная душа», 1922—1933
- «Махатма Ганди», 1924
- «Ответ Азии Толстому», 1928
- «Жизнь Рамакришны», 1929
- «Жизнь Вивекананды», 1930
- «Вселенское Евангелие Вивекананды», 1930
- «Бетховен», 1927
- «Бетховен и Гёте», 1932
- «Пеги», 1944

## Публикации текстов
- Роллан Р. Собрание сочинений : в 20 т.. — Л. : Кооперативное издательство «Время» : Художественная литература, 1932—1936.
- Роллан Р. Собрание музыкально-исторических сочинений : в 9 т.. — М. : Музгиз : Искусство, 1938.
- Роллан Р. Собрание сочинений : в 14 т.. — М. : ГИХЛ, 1954—1958.
- Роллан Р. Собрание сочинений : в 9 т. / Под ред. Н. М. Любимова. — М. : Правда, 1971. — (Библиотека «Огонёк»).
- Роллан Р. Собрание сочинений : в 9 т. / Под ред. Н. М. Любимова. — 2-е изд. — М. : Правда, 1983. — (Библиотека «Огонёк»).
- Роллан Р. Музыкально-историческое наследие : в 8 вып. / Науч. ред. В. Н. Брянцева, Л. В. Кириллина. М.: Музыка, 1986—2019.